# Fontaine de Maisons-Laffitte
La fontaine de Maisons-Laffitte est une fontaine, protégée des monuments historiques, située à Maisons-Laffitte, dans le département français des Yvelines.

## Historique
La fontaine est inscrite au titre des monuments historiques en 1933.